# Мартинь Врх
Мартинь Врх (словен. Martinj Vrh) — поселення в общині Железнікі, Горенський регіон, Словенія. Висота над рівнем моря: 781,3 м.